# Mauna diasporas
Mauna diasporas là một loài bướm đêm trong họ Geometridae.